# Anton Steiner
Anton Steiner (n. 20 septembrie 1958, Lienz, Tirol, Austria) este un schior alpin ce a reprezentat Austria, medaliat olimpic. A participat la 3 ediții ale Jocurilor Olimpice (1980, 1984, 1988) în care a câștigat o medalie de bronz.